# Menon

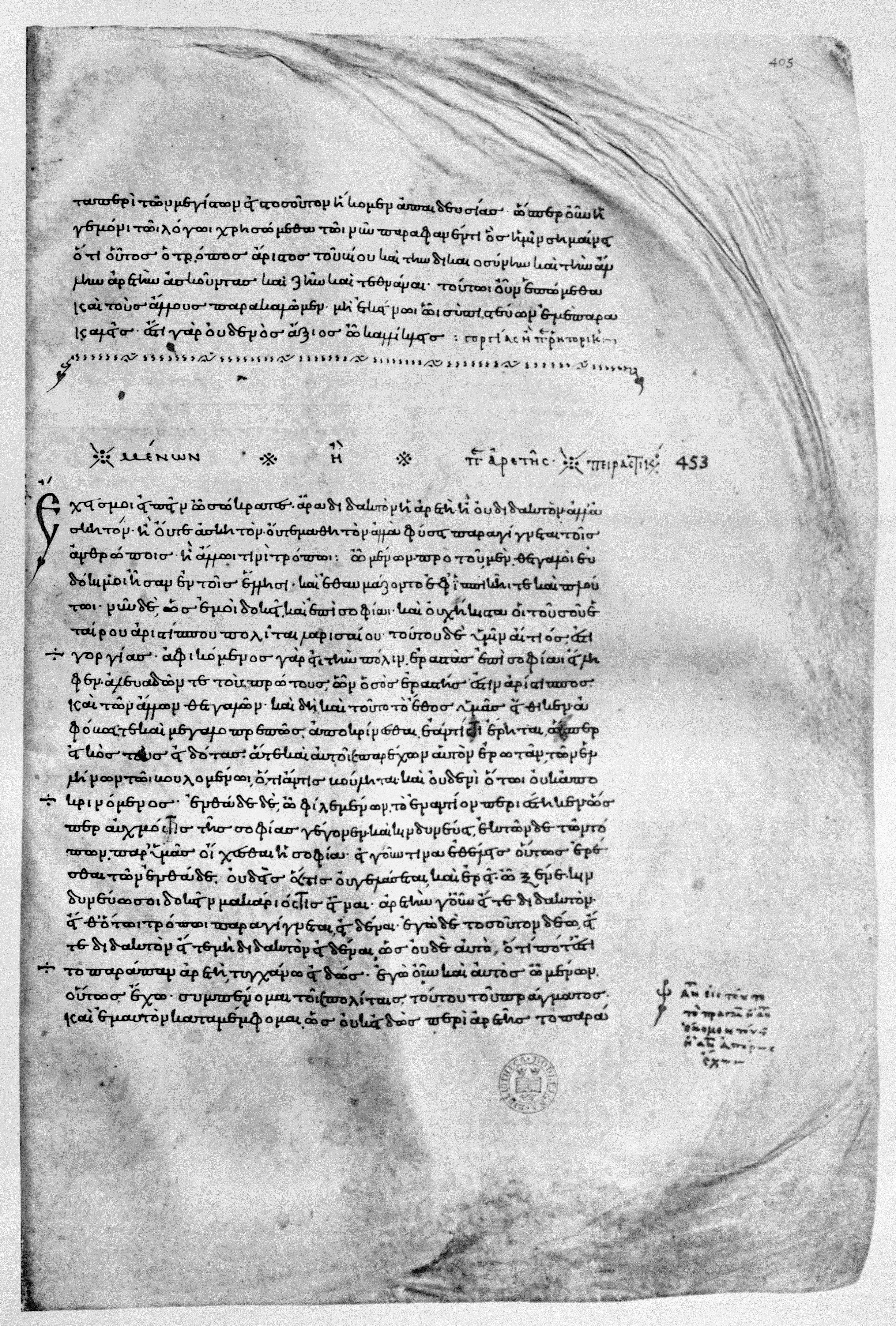
Początek dialogu Menon w najstarszym znanym rękopisie średniowiecznym (AD 895, Codex Clarkianus).

Menon (gr: Μένων Ménōn) – dialektyczny dialog napisany przez Platona. Podejmuje próbę definicji cnoty (ἀρετή). Zawiera szereg pojęć i argumentów, które wywarły znaczny wpływ na rozwój myśli zachodniej, na przykład tak zwany paradoks Menona. Zawiera wprowadzenie do teorii poznania oraz idealizmu.

## Osoby
W dialogu tym rozmawiają dwie główne osoby: Sokrates oraz Menon. Menon, prawdopodobnie sofista z Tesalii, jest młodym, przystojnym mężczyzną ze znakomitego rodu. Menon odwiedza Ateny w otoczeniu licznych niewolników mu usługujących. Inni występujący to jeden z niewolników Menona, oraz Anytus, członek wybitnego ateńskiego rodu, później znany z tego że był jednym z oskarżycieli Sokratesa.
Poglądy Platona identyfikowane są z tymi, które wyraża Sokrates.

## Paradoks Menona
Po nie do końca udanej próbie zdefiniowania, czym jest prawdziwa cnota, Menon wyraża pogląd znany od tego czasu jako paradoks Menona, który rezonował szeroko w filozofii: „Szukać wiedzy to absurd, ponieważ albo już wiesz i wtedy nie ma czego szukać, albo nie wiesz czego szukasz, a wtedy trudno oczekiwać, że to znajdziesz”.

Jak można się dowiedzieć jeśli nie masz pojęcia o co pytasz? Nawet jeśli walniesz w wiedzę głową to jak ją poznasz jeśli nie wiesz, że to jest to czego nie wiesz.

Nie może człowiek szukać ani tego, co zna, ani tego, czego nie zna. Bo jak zna, to nie będzie przecież szukał. Już to zna. Takiemu nie trzeba dopiero szukać. Ani tego, czego nie zna. Bo wtedy nie wie tego nawet, czego szukać.

## Wiedza wrodzona

Problem geometryczny rozwiązany przez niewolnika Menona (kwadrat zbudowany na przekątnej ma powierzchnię dwukrotnie większą; zob. twierdzenie Pitagorasa)

Platon argumentuje za istnieniem wiedzy wrodzonej. Uczenie się jest w rzeczywistości „przypominaniem sobie” tego co już wiemy i czego nie można tak naprawdę zapomnieć (anamneza). Za pomocą serii pytań, Sokrates potrafi spowodować, że niewolnik domowy Menona, który jest początkowo nieświadom geometrii, potrafi udowodnić trudne twierdzenie (zobacz rysunek). Staje się oczywiste, że ten „ignorant” posiada nieuświadomioną wiedzę geometryczną.